# Салвиден
М. Салвиден (на латински: M. Salvidenus) е римски управител (legatus Augusti pro praetore) на римската провинция Юдея ок. 80 г. Намерени са монети за него от Тит.